# Packet Storm
Packet Storm（パケットストーム）は、セキュリティに関する様々な情報の集積サイトである。主に、セキュリティ関連のオープンソースやフリーソフトウェアの総合アーカイブとして機能している。

## 概要
セキュリティ関連のツール、エクスプロイト、セキュリティアドバイサリ、オンラインマガジン、白書などで構成されるが、主にツールやエクスプロイトといったソフトウェアの集積という面が大きい。最新情報のみならず、過去の情報についても蓄積されており、セキュリティ関連のオープンソースやフリーソフトウェアの総合アーカイブとして機能している。
ここに示されている基本理念は、セキュリティに関する情報が一般に公開されているべきとするフルディスクロージャである。フルディスクロージャこそが、安全なソフトウェア開発を行う上でただ一つの効果的な方法と主張しており、そのためのセキュリティツール類の完全なアーカイブを提供することを目的としている。
後述のハーバード大学でのサイトダウン事件が発生する1999年7月時点で、1日あたりの平均アクセス数は40万ヒット、1日あたりのダウンロード量は10GBとされている。
なお、2009年5月現在、Packet Stormのサイトミラーリングを行うには15GBの容量を必要としているという。

## 歴史
1998年に、ケン・ウィリアムズ (Ken Williams)によってサイトが興される。
同サイトはハーバード大学によってホストされていたが、アダルト関連の情報が含まれているとの情報（ウィリアムズ本人は否定している）が大学に寄せられたことを受け、1999年7月1日にサイトがネットワークから外され、バックアップも破壊されるという事件が発生する。この事件によって、それまでに集積されていた情報は一時的に失われてしまう。しかし、これまでにシステム管理者たちがPacket Stormからダウンロードした情報を集約することで元のサイトを復元しようという試みが、リック・ヴァン・リエル (Rik van Riel)を中心に行われ、有志の協力もあって短期間で復元が行われた。
2002年2月末に、「ブラックハット・セキュリティ・ブリーフィングス (Black Hat Security Briefings)」が米ラスベガスで開催された。ここで、特定ベンダーに依存しないバグ情報集約プロジェクト「インターネットワークド・セキュリティ・インフォメーション・サービス（Internetworked Security Information Service、通称ISIS）」の発足が発表された。ISISはその時点でセキュリティ業界を代表する4つの団体が集まってできたものであるが、Packet Stormもその一つであり、その後、ISISのソフトウェアデータベースの役割を担うものとして活動することとなった。なお、ISISに含まれる他のプロジェクトは、セキュリティ情報サイト「Open Source Vulnerability Database」、改竄追跡サービス「Alldas.de」、脆弱性監視サイト「VulnWatch」である）。